# إد كارمايكل
إد كارمايكل (بالإنجليزية: Ed Carmichael)‏ هو لاعب جمباز فني أمريكي، ولد في 2 يناير 1907 في لوس أنجلوس في الولايات المتحدة، وتوفي بنفس المكان في 3 سبتمبر 1960.

## وصلات خارجية
- إد كارمايكل على موقع اللجنة الأولمبية الدولية (الإنجليزية)
- إد كارمايكل على موقع أوليمبيديا (الإنجليزية)